# Bravehearts
Cet article possède un paronyme, voir Braveheart (homonymie).
Bravehearts est un groupe de hip-hop américain, originaire du quartier de Queensbridge, à New York. Le groupe se compose initialement de Jungle (né Jabari Jones, fils du trompettiste Olu Dara, et frère cadet de Nas), Wiz (né Mike Epps), et Horse (né E. Gray). Horse quitte le groupe en 2002, et Jungle et Wiz deviennent un duo.

## Biographie
Bravehearts est formé en 1998. Après avoir signé au label Columbia Records (également producteur de Nas), Bravehearts font leur première apparition sur une chanson du film de Hype Williams, Belly. En 2000, leur titre Oochie Wally dans Nas & Ill Will Records pres. QB's Finest obtient un fort succès. En 2002, ils apparaissent, avec Nas, sur l'album Guess Who's Back? de 50 cent, dans la chanson Who You Rep With.
Le premier album des Bravehearts est publié le 23 décembre 2003 sous le nom de Bravehearted, contenant notamment des featurings de Nas et Lil Jon. L'album atteint la 75e place du Billboard 200. Un second album est publié le 11 mai 2008, Bravehearted 2.

## Discographie

### Albums studio
- 2003 : Bravehearted
- 2008 : Bravehearted 2

### Compilation
- 2000 : Nas & Ill Will Records Presents QB's Finest (artistes divers)